# سیارک ۱۷۹۰۵
سیارک ۱۷۹۰۵ (به انگلیسی: 17905 Kabtamu، نامگذاری:1999FM31) هفده هزار و نهصد و پنجمین سیارک کشف شده‌است که در ۱۹ مارس ۱۹۹۹ کشف شد.
قدر مطلق سیارک برابر ۱۱.۲ است.